# Jason Ebanks
Jason Ebanks (George Town, 19 dicembre 1988) è un calciatore britannico delle Isole Cayman, di ruolo centrocampista.

## Carriera

### Club
Ha giocato nella massima serie del campionato delle Isole Cayman con l'Elite.

### Nazionale
Ha esordito in nazionale nel 2009; nel 2015 ha giocato 2 partite di qualificazione ai Mondiali del 2018.